# Деметрио Нејра
Деметрио Нејра (15. децембар 1908. — 27. септембар 1957) био је перуански фудбалски нападач који је играо за Перу на ФИФА-ином светском првенству 1930. Играо је и за Алианцу из Лиме.